# PocoMail
PocoMail is een shareware-e-mailclient, ontwikkeld door Poco Systems, bestemd voor gebruik op Windows. 
Het werd ontwikkeld in 1999 in Canada. In 2000 kreeg het programma een Shareware Award van PC Magazine. In 2009 kwam versie 4.8 Build 4400 uit.
Enkele kenmerken van PocoMail zijn een ingebouwde functionaliteit tot het bekijken van HTML-bestanden en ingebouwde spamfilters.